# Wrończyk
Wrończyk (Pyrrhocorax pyrrhocorax) – gatunek średniej wielkości ptaka z rodziny krukowatych (Corvidae). Występuje w zachodniej i południowej Europie, północno-zachodniej Afryce (izolowane populacje także w Etiopii) oraz zachodniej, środkowej i wschodniej Azji. Nie jest zagrożony.

## Podgatunki i zasięg występowania
Wyróżniono następujące podgatunki P. pyrrhocorax:
- P. pyrrhocorax pyrrhocorax – Wyspy Brytyjskie.
- P. pyrrhocorax erythroramphos – Półwysep Iberyjski do Szwajcarii i północnych Włoch.
- P. pyrrhocorax barbarus – północno-zachodnia Afryka i Wyspy Kanaryjskie.
- P. pyrrhocorax docilis – południowo-wschodnia Europa do Afganistanu i Pakistanu.
- P. pyrrhocorax centralis – centralna Azja.
- P. pyrrhocorax himalayanus – Himalaje, północne Indie i zachodnie Chiny.
- P. pyrrhocorax brachypus – północno-wschodnie i wschodnie Chiny.
- P. pyrrhocorax baileyi – północna i środkowa Etiopia.

## Morfologia
WyglądPtak o czarnym, połyskliwym upierzeniu i czerwonym dziobie i nogach.
Średnie wymiary
- Długość ciała: 39–40 cm[6]
- Rozpiętość skrzydeł: 73–90 cm[6]
- Masa ciała: 207–375 g[2]

## Ekologia

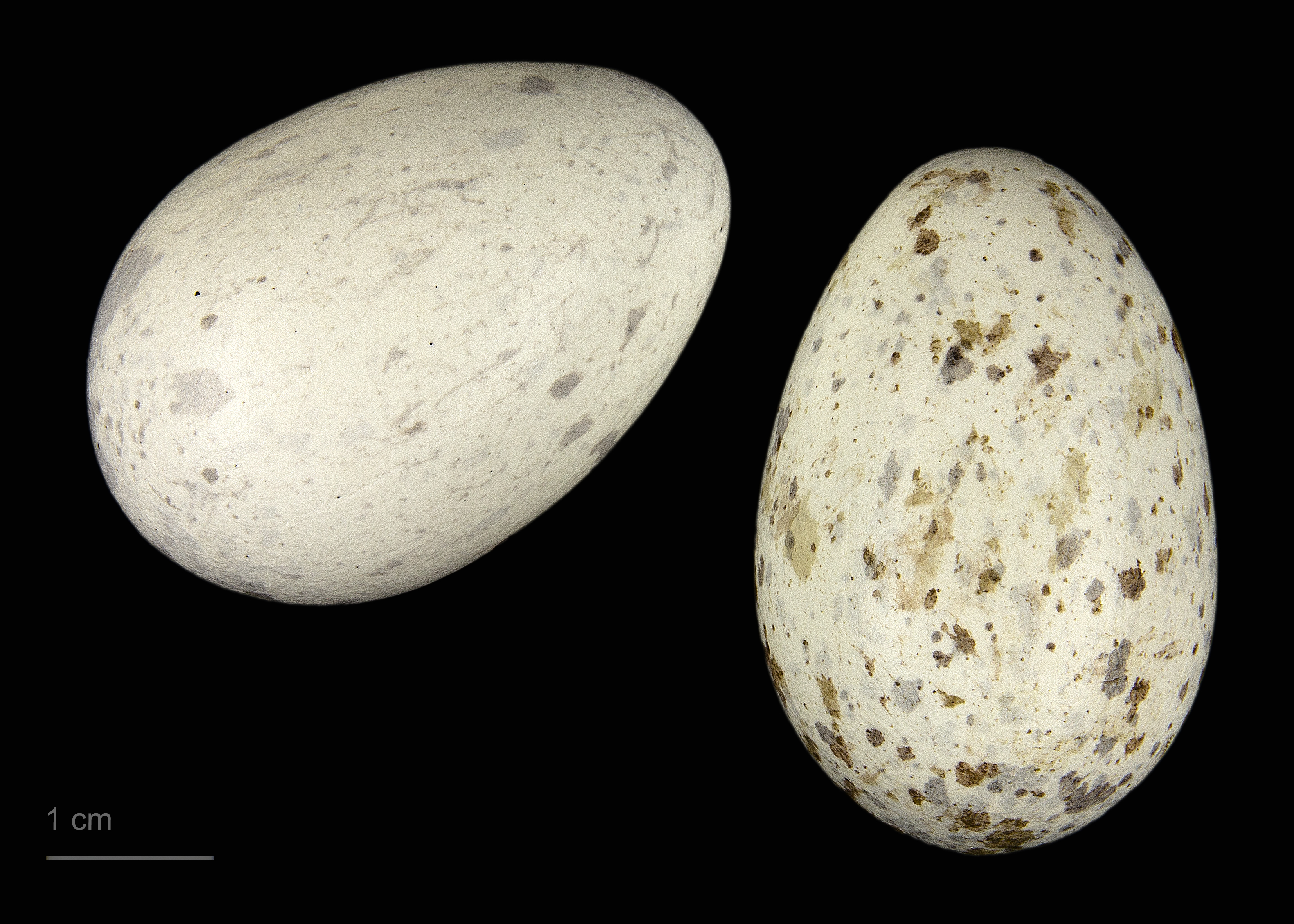
Jaja wrończyka

BiotopGórskie zbocza.
PożywieniePtak żywi się niewielkimi owadami.
RozmnażanieSamica znosi w gnieździe w szczelinie skalnego urwiska 4–5 jaj i wysiaduje je przez ok. 17–18 dni.

## Status
W Czerwonej księdze gatunków zagrożonych IUCN wrończyk klasyfikowany jest jako gatunek najmniejszej troski (LC, Least Concern). Liczebność światowej populacji, wstępnie obliczona w oparciu o szacunki organizacji BirdLife International dla Europy z 2015 roku, mieści się w przedziale 0,8–1,8 miliona dorosłych osobników. BirdLife International ocenia globalny trend liczebności populacji jako spadkowy.